# Joensuu ekonomiska region
Joensuu ekonomiska region (finska: Joensuun seutukunta) är en av ekonomiska regionerna i landskapet Norra Karelen i Finland. Folkmängden i regionen uppgick den 1 januari 2013 till 123 898 invånare, regionens totala areal utgjordes av 11 504 kvadratkilometer och därav utgjordes landytan av 9 423,53  kvadratkilometer.  I Finlands NUTS-indelning representerar regionen nivån LAU 1 (f.d. NUTS 4), och dess nationella kod är 122 .  

## Förteckning över kommuner
Joensuu ekonomiska region  omfattar följande sju kommuner: 
- Ilomants kommun
- Joensuu stad
- Juga kommun
- Kontiolax kommun
- Libelits kommun
- Outokumpu stad
- Polvijärvi kommun

Samtliga kommuners språkliga status är enspråkigt finska. 